# Dream Evil
Dream Evil er et svensk power metal-band fra Göteborg, der blev dannet i 1999.

## Medlemmer
- Niklas Isfeldt - sang (1999-2005, 2005-)
- Markus Fristedt - guitar (2004-2007, 2013-)
- Fredrik Nordström - guitar (1999-)
- Peter Stålfors - basguitar (1999-2005, 2005-)
- Sir N - trommer (2019-)

## Diskografi
Studioalbum
- Dragonslayer (2002)
- Evilized (2003)
- The Book of Heavy Metal (2004)
- United (2006)
- In the Night (2010)
- Six (2017)
- Metal Gods (2024)

Livealbum
- Gold Medal in Metal (2008)

Ep'er
- Children of the Night (2003)
- The First Chapter (2004)